# 霍坎·彼得松
霍坎·彼得松（瑞典語：Håkan Pettersson，1949年5月11日—2008年5月10日），瑞典男子冰球运动员，场上位置是前锋。他曾代表瑞典国家队参加1972年冬季奥林匹克运动会冰球比赛，获得第4名。